# McAllen
McAllen é uma cidade localizada no estado norte-americano de Texas, no Condado de Hidalgo.

## Demografia
Segundo o censo norte-americano de 2000, a sua população era de 106.414 habitantes.
Em 2006, foi estimada uma população de 126.411, um aumento de 19997 (18.8%).

## Geografia
De acordo com o United States Census Bureau tem uma área de
119,8 km², dos quais 119,1 km² cobertos por terra e 0,7 km² cobertos por água.

## Localidades na vizinhança
O diagrama seguinte representa as localidades num raio de 12 km ao redor de McAllen.